# Sambenedettese Calcio 1923 2001-2002
Questa pagina raccoglie le informazioni riguardanti la Sambenedettese Calcio 1923 nelle competizioni ufficiali della stagione 2001-2002.